# 古坂大魔王 ツギコレ
『古坂大魔王 ツギコレ』（こさかだいまおう ツギコレ）は、ニッポン放送ほかで2013年10月5日から2014年3月29日まで放送されていた生放送のラジオ番組。

## 番組概要
「新しいコトを面白がる天才」の異名をとる、古坂大魔王が、“情報に敏感である大人のリスナー”に対し、「刺激的なアタラシイコト」の中で、「ツギにくるのはコレ!」＝「ツギコレ」を番組独自で探して取り上げ、徹底的にオモシロがるもの。
また、「ツギコレ」は「ツギにくるものコレクション」の略とも説明している。
2014年3月29日に当番組が終了したが、翌週の4月4日から毎週金曜日24:40 - 25:00にアイドル倶楽部のコーナーを継承した「古坂大魔王のアイドル倶楽部」の放送を開始した。

## 出演者
- パーソナリティ：古坂大魔王
- アシスタント：五戸美樹（ニッポン放送アナウンサー）

## ネット局
20:20以降はニッポン放送以外のネット局へ向けての裏送りとなる。特別番組・野球中継のため休止の場合有り。
- ニッポン放送 毎週土曜日18:00 - 20:20（制作局）
- 秋田放送 毎週土曜日19:00 - 21:00
- 山形放送 毎週土曜日19:00 - 21:00
- 茨城放送 毎週土曜日19:00 - 21:00
- 山梨放送 毎週土曜日19:00 - 21:00
- 北日本放送 毎週土曜日19:00 - 21:00
- 福井放送 毎週土曜日19:00 - 21:00
- 東海ラジオ 毎週土曜日19:00 - 20:00
- 和歌山放送 毎週土曜日20:00 - 21:00

## タイムテーブル
- 18:00　オープニング
- 18:10　ツギコレ・HOTワード

番組注目の「ツギコレ!」というモノ、コト、スポットなど、ホットトピックスやムーヴメントをランキング形式にして紹介、第1位にランクインしたものは更に深く掘り下げる。
- 18:15　ニッポン放送 ソチ情報エキスプレス（2014年2月8日・15日）

ソチオリンピック開催期間中、ロシア連邦・ソチ空の最新情報を清水久嗣アナウンサーの現地レポートにて送る。
- 18:20　ツギコレトーク

「ツギにくるのはこのヒト」というゲスト、「ツギにくるモノ・ブーム」を教えてくれる雑誌の編集長やライターに話をうかがう。
- 18:45　ツギコレ・ウェザレポ

ウェザーレポート、略してウェザレポ。新人アナ、新人タレント、アイドル、お笑い芸人など、ツギに来るであろうお天気レポーターのタマゴが週替わりで登場し、有楽町からの体感天気と関東地方の翌日の天気予報を伝える。
加えて、そのレポーターに何かしらの"お土産"を買ってもらう。
- 18:55　ニッポン放送ニュース

宿直のくり万太郎が担当。2014年より本名の「高橋良一アナウンサー」と呼びかけられる。
- 18:57　ニッポン放送交通情報

- 19:00　【ここから全国ネット。和歌山放送以外の#ネット局飛び乗り】
- 19:05　ツギコレ・大魔王

古坂大魔王の"アンテナ"に引っかかった「ツギコレ」を紹介
- 19:15　ツギコレ・マニアガールズ

1つのコトにマニアックな情熱を注ぐ、各界の"なでしこ"から「ツギコレ」な情報を聞き出すトークコーナー。
- 19:45　ツギコレコメン

CDショップのバイヤーによる「ツギコレ!」様々なジャンルからピックアップ
- 19:52　ニッポン放送交通情報（ニッポン放送のみ）

くり万太郎が呼びかけ担当。例年通り進行中の曲のボリュームを下げる形のためジングルはならない。
- 19:58　【ここで東海ラジオが飛び降り】

- 20:00　【ここから和歌山放送が飛び乗り】
- 20:01　アイドル倶楽部〜今夜も倍返し〜やれるもんならやってみな!

週替わりの2組のアイドルグループから1人ずつ登場、様々な対決企画に挑戦する。
アイドル対決の模様は、ツギコレ放送翌日のサンケイスポーツ日曜版芸能面にも掲載される。
なお、アイドル倶楽部のコーナーは単独番組化され、『ツギコレ』終了後も『古坂大魔王のアイドル倶楽部』として放送されることが決定している（金曜24:40 - 25:00。2014年4月4日-）
- 20:19　【ここでニッポン放送が飛び降り。次番組へはステブレレス】
- 20:20　ツギコレVOICE
- 20:32　ツギコレおみや

18時台で「ツギコレ・ウェザレポ」を担当したレポーターが「ツギコレおみや」（土産）を買って帰り、それを交えながらのスタジオトークパート
- 20:50　ごのへのご

五戸アナウンサーが気ままに語り、五戸セレクトの曲を流すコーナー。ニッポン放送で放送された『ラッキー7ミニッツ〜ごのへの語〜』(または2010年1月〜2012年4月1日の『週刊!ニッポン放送』の一部分)と同じだが、古坂の茶々が入る。
- 20:54　エンディング（関東や東海以外）

また、リスナーのことを「ツギコレスト」と称し、そのツギコレストからのテーマメッセージを「ツギコレVOICE」としてメール、ツイッターで募集し紹介する。

## 登場ゲスト・レポーター

### ツギコレトーク
- 2013年10月05日 - DJみそしるとMCごはん[7]
- 2013年10月12日 - TENGUBOY
- 2013年10月19日、2014年01月04日 - はんつ遠藤
- 2013年10月26日 - （日本シリーズ第1戦中継のため休止）
- 2013年11月02日 - 水曜日のカンパネラ[8]　（ニッポン放送では日本シリーズ第6戦中継のため休止）
- 2013年11月09日、2014年01月11日 - 桑原勲（雑誌「Good Press」編集長）[9]
- 2013年11月16日 - チャラン・ポ・ランタン
- 2013年11月23日 - DEAN FUJIOKA
- 2013年11月30日 - Charisma.com[10]
- 2013年12月14日 - （ニッポン放送では、「特別番組　2013年 あの人にありがとう。」〔案内役:高嶋ひでたけ、18:00-21:30〕のため休止）[11]
- 2013年12月21日 - 鈴木香里武[12](フィッシュヒーラー)
- 2013年12月28日 - （ニッポン放送では、「千原ジュニアのRPM GO!GO!年末拡大SP」〔17:00-19:30〕により休止）[13]
- 2014年01月04日
  1. はやぶさゆか(パシンペロン)
  2. 酒井瞳（アイドリング!!!14号）、長野せりな（アイドリング!!!17号） ※アイドル倶楽部のご褒美ゲスト
- 2014年01月18日 - さがゆりこ
- 2014年01月25日 - AZUMA HITOMI[14]
- 2014年02月01日 - 中野ジェームズ修一[15](トレーナー)
- 2014年02月08日 - スイーツ番長[16]（フードライター）
- 2014年02月15日 - 鎌瀬 慎吾(フジテレビジョン事業局イベント事業部シルク・ドゥ・ソレイユダイハツオーヴォ広報担当 ※2014年02月15日当時)
- 2014年02月22日 - （ニッポン放送では、特別番組「百田尚樹　ラジオで語る2014『永遠の0』から『至高の音楽』まで」〔18:00-20:30〕により休止）[17]
- 2014年03月01日 - （ニッポン放送では、後述の特別編成Jリーグ RADIOに伴い、18:00「アイドル倶楽部〜今夜も倍返し〜やれるもんならやってみな!」◇18:20「DISCO NIGHT NIPPON」◇18:40「片岡篤史　激アツ!プロ野球」放送のため休止　※通常より2時間繰り上げ）
- 2014年03月08日 - 菊地由香（雑誌「ことりっぷ」編集部ブランドマネージャー）[18]　※ニッポン放送での特別番組「日本のために今〜エネルギーを考える」[19]〔18:00-19:00〕により、19時台後半『ツギコレコメン!』の時間に繰り下げて放送
- 2014年03月15日 - 林公代[20]
- 2014年03月22日 - 酒井直人(小学館DIME編集長 ※2014年03月22日当時)[21]
- 2014年03月29日 - さんみゅ〜 ※アイドル倶楽部のご褒美ゲスト ※午後7時台後半〜8時またぎ、通常のツギコレトークの時間はツギコレトーク総集編

### ツギコレ・ウェザレポ＆おみや
- 2013年10月05日 - 房みどり
- 2013年10月12日 - 木村彩乃[22]
- 2013年10月19日 - 荒井沙織[23]
- 2013年10月26日 - （日本シリーズ第1戦中継のため休止）
- 2013年11月02日 - （日本シリーズ第6戦中継のため休止。かわって「ツギコレ・うまいもん」を放送）
- 2013年11月09日 - 井上真帆[24]
- 2013年11月16日 - 入山法子
- 2013年11月23日 - 水谷幸恵[6]
- 2013年11月30日 - 脇田恵子
- 2013年12月07日 - 久松郁実
- 2013年12月14日 - （ニッポン放送では「特別番組　2013年 あの人にありがとう。」[11]のため休止。かわって「第1回 古坂&五戸の心をもっとも掴む、まいうーなお土産はどれだ選手権!!」を放送）
- 2013年12月21日 - 澤山璃奈[25]
- 2013年12月28日 - （ニッポン放送では、「千原ジュニアのRPM GO!GO!年末拡大SP」〔17:00-19:30〕により休止）[13]
- （2014年01月04日はゲストコーナー三連発の新春特別構成により休止{はやぶさゆか〔パシンペロン〕のトークゾーンが該当}）
- 2014年01月11日 - 香川美紀
- 2014年01月18日 - 高原愛[26]
- 2014年01月25日 - 浅野昭子
- 2014年02月01日 - 三田寺理紗
- 2014年02月08日 - （首都の降雪（平成26年の大雪）に伴うニッポン放送気象情報拡大の内容変更と安全の観点から休止。代わっておみやパートでは「ごのへの“ふ”」として五戸が麩を使った料理を作ったレポート）
- 2014年02月15日 - 松本莉緒
- 2014年02月22日 - （ニッポン放送では、特別番組「百田尚樹ラジオで語る2014『永遠の0』から『至高の音楽』まで」〔18:00-20:30〕により休止。代わっておみやパートでは、特別企画「作家山田さんの東京マラソンへの道」を放送）[17]
- 2014年03月01日 - （ニッポン放送では、JリーグRADIO中継に伴う20時台番組の繰り上げにより休止。代わっておみやパートでは…後述のタカイチカが持参した缶詰試食会＆ツギコレVOICE）
- 2014年03月08日 - （ニッポン放送では、特別番組「日本のために今〜エネルギーを考える」〔18:00-19:00〕によりウェザレポのみ休止。おみやパートに代わってツギコレVOICE＆五戸美樹のコーナー・ごのへのごを拡大して放送？）
- 2014年03月15日 - 渡辺枝里子
- 2014年03月22日 - 飛弾風花(タカラレーベン三代目イメージガール)[27]（2014年4月より「八木亜希子 Cafeどようび」でもお天気レポーターを担当）
- 2014年03月29日 - 五戸美樹

## 関連番組
- DISCO NIGHT NIPPON（裏送り時間帯のニッポン放送の音楽番組）
- ぽにきゃん!アイドル倶楽部 - 「アイドル倶楽部」のインターネット版。